# Argun (stad)

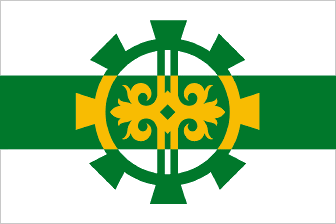
Arguns flagga.

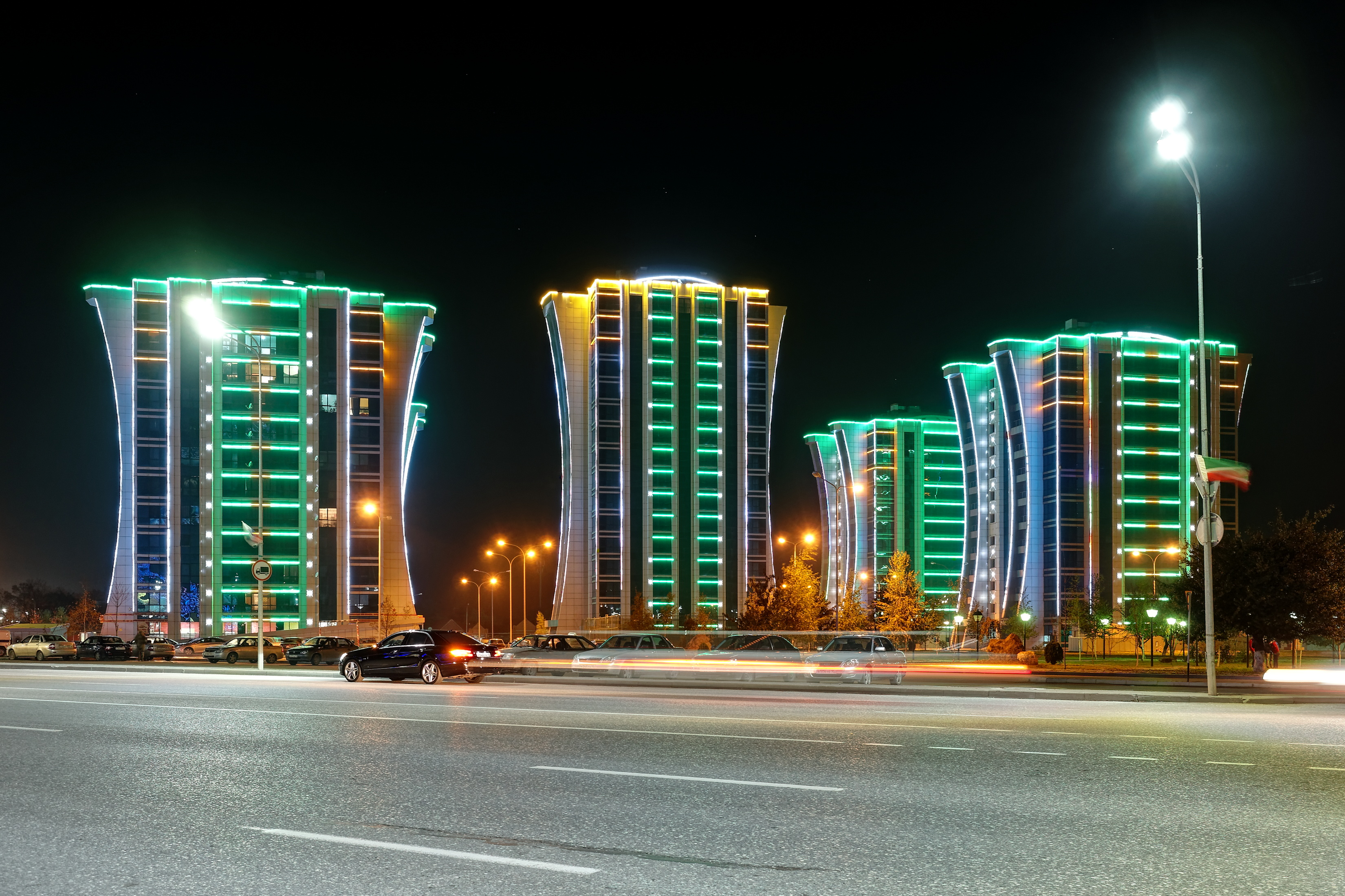
Argun

Argun (ryska: Аргу́н) är en stad i Tjetjenien i sydvästra Ryssland, belägen på floden Argun, 16 kilometer öster om Groznyj. Staden hade 34 078 invånare i början av 2015. Orten fick stadsstatus 1967.